# Unione Sportiva Catanzaro 1929
Pour les articles homonymes, voir Catanzaro (homonymie).
Maillots
L'Unione Sportiva Catanzaro 1929 est un club italien de football basé à Catanzaro dans la province du même nom, en Calabre fondé en 1927. Le club dispute ses matchs à domicile au stade Nicola Ceravolo.
Fondé en 1929, le club dispute sept saisons en Serie A dont cinq consécutives entre 1978 et 1983 et est la première équipe calabraise à y évoluer. Son meilleur classement est 7e, à deux reprises, en 1979-1980 et 1981-1982.
Lors de la saison 2022-2023, le club remporte le groupe C de Serie C et retrouve après dix-sept ans la deuxième division. Il a conclu une saison record avec 96 points, 102 buts marqués et une différence de buts de +81.

## Historique
- 1927 : fondation du club sous le nom de Unione Sportiva Catanzaro
- 1929 : renommé dans l'année en Unione Sportiva Fascista Catanzarese.
- 1945 : renaissance sous le nom Unione Sportiva Catanzaro
- 1966 : le club est finaliste de la coupe d'Italie, finale perdue contre la Fiorentina sur le score de 2-1.
- 1970-1971 : le club termine 3e de Serie B (D2) et se voit promu en Serie A (D1) pour la première fois de son histoire
- 1982-1983 : le club termine 16e de Serie A (D1) et se voit relégué en Serie B (D2), c'est la septième et dernière saison de l'histoire du club en Serie A.
- 2006 : recréé sous le nom Football Club Catanzaro : Serie C (D3)
- 2008-2011 : évolue en Serie C2 (D4) qui est renommé Ligue Pro Deuxième Division
- 2011 : recréé sous le nom Unione Sportiva Catanzaro  : Ligue Pro Deuxième Division.
- 2012 : promotion en Lega Pro Première Division
- 2017 : Le club se sauve dans les barrages de maintien et est admis dans la nouvelle Serie C
- 2023 : Promotion directe en Serie B

## Changements de nom
- 1927-1929 : Unione Sportiva Catanzarese
- 1929-1945 : Unione Sportiva Fascista Catanzarese
- 1945-2006 : Unione Sportiva Catanzaro
- 2006-2011 : Catanzaro Football Club
- 2011-2018 : Unione Sportiva Catanzaro
- 2018- : Unione Sportiva Catanzaro 1929

## Joueurs emblématiques
- Luigi De Agostini
- Diomansy Kamara
- Viorel Năstase
- Julio César de León
- Claudio Ranieri
- Massimo Mauro
- Giorgio Corona
- Andy Selva

## Effectif actuel
| N° | Nat.                   | Poste | Nom du joueur                        |
| -- | ---------------------- | ----- | ------------------------------------ |
| 1  | Drapeau de l'Italie    | G     | Andrea Fulignati                     |
| 5  | Drapeau de la Bulgarie | D     | Dimo Krastev (en prêt de Fiorentina) |
| 6  | Drapeau du Ghana       | M     | Nana Welbeck                         |
| 7  | Drapeau de l'Italie    | A     | Luca D'Andrea (en prêt de Sassuolo)  |
| 8  | Drapeau de l'Italie    | M     | Luca Verna                           |
| 9  | Drapeau de l'Italie    | A     | Pietro Iemmello                      |
| 10 | Drapeau de l'Italie    | A     | Alessio Curcio                       |
| 14 | Drapeau de l'Italie    | D     | Stefano Scognamillo                  |
| 16 | Drapeau de l'Italie    | G     | Andrea Sala                          |
| 17 | Drapeau de l'Italie    | A     | Enrico Brignola                      |
| 18 | Drapeau de l'Italie    | M     | Andrea Ghion                         |
| 20 | Drapeau de l'Italie    | M     | Simone Pontisso                      |
| 21 | Drapeau de l'Italie    | M     | Marco Pompetti                       |

| No. | Nat.                   | Position | Nom du joueur                           |
| --- | ---------------------- | -------- | --------------------------------------- |
| 22  | Drapeau de l'Italie    | G        | Edoardo Borrelli                        |
| 23  | Drapeau de l'Italie    | D        | Nicolò Brighenti (capitaine)            |
| 24  | Drapeau de la Grèce    | M        | Dimitris Sounas                         |
| 25  | Drapeau de l'Italie    | A        | Francesco Bombagi                       |
| 27  | Drapeau de la Belgique | M        | Jari Vandeputte                         |
| 28  | Drapeau de l'Italie    | A        | Tommaso Biasci                          |
| 33  | Drapeau de l'Italie    | M        | Andrea Oliveri (en prêt de Atalanta)    |
| 44  | Drapeau de l'Italie    | D        | Riccardo Gatti                          |
| 70  | Drapeau de l'Italie    | A        | Giuseppe Ambrosino (en prêt de Napoli)  |
| 72  | Drapeau de l'Italie    | D        | Davide Veroli (en prêt de Cagliari)     |
| 92  | Drapeau de la Croatie  | M        | Mario Šitum                             |
| 98  | Drapeau de l'Italie    | A        | Alfredo Donnarumma (en prêt de Ternana) |